# 양감면
양감면(楊甘面)은 대한민국 경기도 화성시에 위치한 면이다.

## 개요
양감면은 시청소재지인 남양읍에서 동남방향 24Km에 위치하여, 동북방향으로 향남읍과 정남면, 동남방향으로 평택시 서탄면과 청북읍에 인접한다. 면소재지를 중심으로 국도와 지방도가 연결되어 있으며 현재 512개의 기업체가 도로망을 중심으로 입주하여 있어, 지역경제 활성화에 크게 기여하고 있다. 황구지천을 중심으로 송산ㆍ정문리 지역은 경지정리가 완비되어 수도작 중심의 농업이 발달하였으며, 신왕ㆍ요당ㆍ정문ㆍ송산리 지역은 시설 및 노지채소의 주산지이다. 축산업은 전 지역에 고르게 분포한다. 경기종합사격장과 초록산 산림욕장이 위치하고 있어 스포츠, 레저, 휴양을 즐기는 장소로 변모하고 있다.

## 법정리
- 대양리(大陽里)
- 사창리(社倉里)
- 송산리(松山里)
- 신왕리(新旺里): 양감면 행정복지센터 소재지
- 요당리(蓼塘里)
- 용소리(龍沼里)
- 정문리(旌門里)

## 교육
- 양감초등학교
- 양감중학교
- 사창초등학교